# USS Abraham Lincoln (CVN-72)
«Авраам Линкольн» (англ. USS Abraham Lincoln (CVN-72)) — американский авианосец, пятый корабль типа «Нимиц».
Заложен 3 ноября 1984 года, спущен на воду 13 февраля 1988 года, введён в состав флота 11 ноября 1989 года. Стоимость постройки составила 4,5 миллиарда долларов.
Основным местом службы авианосца стал Тихий океан, большинство походов на дежурство осуществляется в Персидский залив.
После снятия ограничений на службу женщин в американской армии 28 апреля 1993 года «Авраам Линкольн» стал первым авианосцем, на котором появились военнослужащие женского пола. 25 октября 1994 года при выполнении учебного полёта при заходе на посадку в результате своей ошибки погибла лейтенант Кара Халтгрин.
В 2003 году авианосец «Авраам Линкольн» принимал участие в войне в Ираке. С борта авианосца совершено более 16 500 боевых вылетов, было использовано более 700 тонн боеприпасов.
В 2007 году авианосец «Авраам Линкольн» принимал участие в съемках фильма «Трансформеры». В 2012 году на авианосце состоялся дебютный показ фильма Авраам Линкольн: Охотник на вампиров. Впервые американская премьера картины была проведена специально для солдат действующей армии, частей ВМФ США развернутых на Ближнем Востоке.
Командиром атомного авианосца в настоящее время является Эми Н. Бауэрншмидт. Это первый в истории случай, когда командиром авианосца станет женщина, подчеркнули в штабе ВМС США .
Генеральный секретарь кабинета министров Японии Хирокадзу Мацуно 13 апреля 2022 г. заявил, что атомный авианосец «Авраам Линкольн» проводит учения в Японском море совместно с морскими Силами самообороны Японии.

## Интересные факты
- «Авраам Линкольн» — один из кораблей, чьё название фигурирует в популярной в интернете легенде о маяке и корабле[6][7][8].

## Происшествия
- 27 июля 1989 года c борта авианосца «Авраам Линкольн», находившегося на верфи «Ньюпорт-Ньюс Шипбилдинг» в штате Вирджиния, произошла утечка около 300 галлонов охлаждающей реакторы воды в реку Джеймс[9][10].

- 25 октября 1994 года истребитель F-14A Tomcat, приписанный к эскадрилье VF-213[англ.], при попытке приземлиться, потерпел крушение на палубе авианосца «Авраам Линкольн», находившегося в 50 милях от побережья Сан-Диего. Офицер радиолокационного перехвата — лейтенант Мэтью П. Клемиш — получил травмы, пилот — лейтенант Кара С. Халтгрин — погибла[10][11].

- В 1999 году на борту авианосца «Авраам Линкольн», находившегося на военно-морской верфи «Пьюджет-Саунд», в разведывательном центре (Carrier Intelligence Center) произошёл крупный пожар, уничтоживший весь комплект модулей планирования ракет R/UGM-109 Tomahawk (APS TLAM) и оборудование TARPS[англ.] DCRS[11][12].

- 9 августа 2019 года в 19:40 самолет ДРЛОиУ E-2D Advanced Hawkeye, приписанный к эскадрилье VAW-121[англ.], при попытке посадки на борт авианосца «Авраам Линкольн», находившегося в Аравийском море, врезался в два истребителя F/A-18 Super Hornet. Разлетевшиеся обломки повредили ещё два истребителя F/A-18 Super Hornet[10][13].

- 31 августа 2021 года в 16:30 вертолёт MH-60S Knighthawk, приписанный к эскадрилье HSC-8[англ.], потерпел крушение на палубе авианосца «Авраам Линкольн», находившегося в 75 морских милях к юго-западу от Пойнт-Лома[англ.], и упал в море у побережья Южной Калифорнии. Пятеро моряков погибли, ещё пятеро получили травмы, двое были доставлены на берег для лечения[11][14].